# Trachelophorus giraffa
Il curculionide giraffa (Trachelophorus giraffa Voss, 1929) è un coleottero curculionide endemico del Madagascar.

## Descrizione
Il suo nome deriva dal lungo collo, molto simile a quello di una giraffa. Questo insetto è sessualmente dimorfico, con il collo del maschio lungo circa da 2 a 3 volte la lunghezza di quello della femmina. La maggior parte del corpo è di colore nero con dettagli in rosso, con elitre che coprono le ali volanti. La lunghezza totale del corpo dei maschi è poco meno di 2.5 cm, è tra i più lunghi Attelabidae. Il collo allungato è un adattamento che aiuta a costruire il nido ed è inoltre utile per la lotta.

## Biologia
Quando arriva il momento di riprodursi, la madre arrotola e "rende sicura" una foglia della pianta ospite, Dichaetanthera cordifolia e Dichaetanthera arborea (piccoli alberi della famiglia delle Melastomataceae), e poi depone un singolo uovo all'interno del tubo. Per poi tagliare il rotolo dal resto della foglia, in prossimità della schiusa dell'uovo.